# Selección de rugby de San Vicente y las Granadinas
La Selección de rugby de San Vicente y las Granadinas representa a San Vicente y las Granadinas. Su nivel es regular, nunca ha clasificado a una Copa Mundial de Rugby

## Historia
San Vicente y las Granadinas intentó clasificarse para la Copa del Mundo de Rugby 2007 de Francia, jugando el primer partido del torneo de la clasificación americana contra Santa Lucía en mayo de 2005. El ganador pasaría de ronda, y Santa Lucía ganó el partido 36 - 25.
El 29 de marzo de 2008, San Vicente fue derrotado por México 47 - 7 en la eliminatoria previa para entrar en el Rugby Americas North, proceso eliminatorio para ingresar a la Copa Mundial de Rugby 2011.

## Participación en copas
| - no ha clasificado - RAN Cup 2014: 2.º puesto en grupo - RAN Cup 2015: 2.º puesto en grupo - Tour a Santa Lucía 2018: ganó (0 - 1) | - NACRA Championship 2001: no participó - NACRA Championship 2005: fase clasificatoria - NACRA Championship 2008: fase clasificatoria - NACRA Championship 2011: fase clasificatoria - NACRA Championship 2012: fase clasificatoria - NACRA Championship 2013: fase clasificatoria - RAN Championship 2016: fase clasificatoria - RAN Championship 2017: no participó |